# Yamabe no Akahito
Yamabe no Akahito (山部 赤人 ou 山邊 赤人, ca.700 - ca.736) est un poète de waka japonais de l'époque de Nara, choisi parmi les trente-six grands poètes.

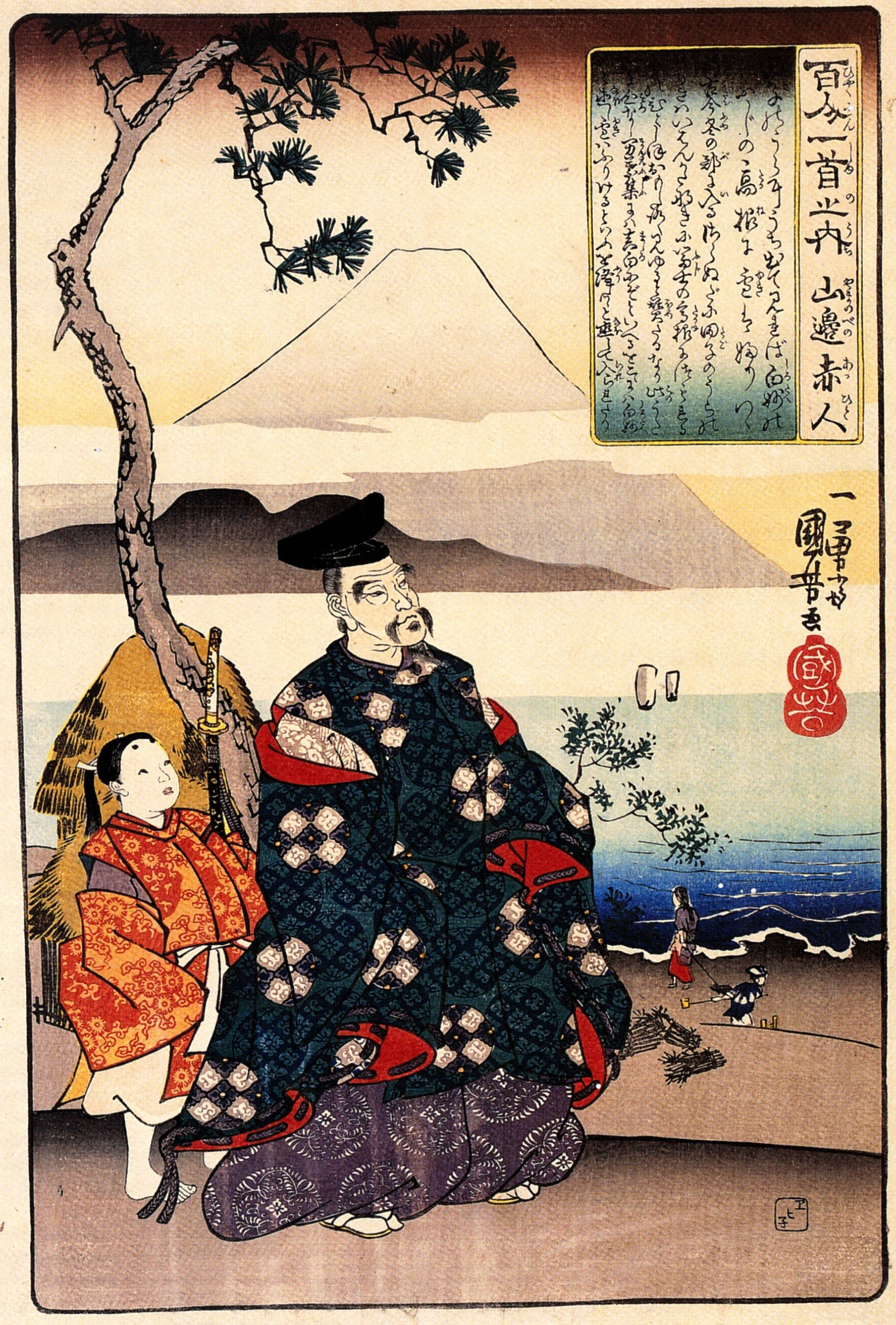
Yamabe no Akahito par Kuniyoshi

Le Man'yōshū contient treize chōka (poèmes longs) et trente-sept tanka (poèmes courts) de sa composition. Poète à la cour de l'empereur Shōmu, un grand nombre de ses poèmes a été composé lors de voyages impériaux à Yoshino, Naniwa et dans la Province de Kii entre 724 et 736. Quarante-neuf de ses poèmes ont été repris dans les anthologies impériales, et un d'entre eux a été sélectionné dans le Hyakunin Isshu (no 4). Dans la préface en kana du Kokin wakashū, il est élevé au rang de kasei (歌聖, lit. "saint de la poésie"), au même titre que Kakinomoto no Hitomaro.